# DF-17
Il DF-17, nome completo Dongfeng-17, (cinese semplificato:东风-17; cinese tradizionale:東風-17; pinyin: dōngfēng-1) è un missile cinese tattico, nucleare o convenzionale, a medio raggio.
Il DF-17, insieme al DF-ZF, è stato presentato ufficialmente durante la parata militare della Giornata Nazionale il 1 ottobre 2019, rendendo questo il primo sistema d'arma ipersonico operativo della Cina e uno dei primi al mondo ad essere messo in condizione si essere utilizzato in piena operatività.